# Цербер
Це́рбер (лат. Cerberus), или Ке́рбер (др.-греч. Κέρβερος) — трёхголовый пёс, охраняющий выход из царства мёртвых в Аиде; порождение Тифона и Ехидны. Он не позволяет умершим возвращаться в мир живых, а живым посещать мёртвых. В одном из мифов пса очаровало пение Орфея, который спустился в Аид за своей женой Евридикой. Похищение Цербера стало последним подвигом Геракла. Герой спустился в царство мёртвых, получил разрешение от богов подземного мира вывести трёхголового пса при условии, что сможет одолеть его голыми руками. Геракл смог укротить Цербера, после чего доставил его к Еврисфею и, показав чудовище микенскому царю, вернул обратно в мир мёртвых.

## Этимология
Этимология этого имени Цербер не выяснена. Существует несколько версий. По одной из них оно имеет взаимосвязь с санскр. सर्वरा sarvarā, эпитетом одного из псов бога Ямы, через праиндоевропейское *ḱerberos «пятнистый». Другая этимология предложена Брюсом Линкольном. Он сближает имя Цербера с именем собаки-стража Гарма (др.-сканд. Garmr), известного из скандинавской мифологии, возводя оба имени к праиндоевропейскому корню *ger- «рычать» (возможно, с суффиксами -*m/*b и -*r).
Античные писатели возводили происхождение слова к «creoboros» (пожирающий мясо), «Ker berethrou» (зло ямы), Κῆρες (души умерших) и βιβρώσκω (пожираю), синониму слова «опасность» и другим сочетаниям, которые не подтверждаются современными лингвистами.

## Мифы

### Происхождение, внешний вид, функции

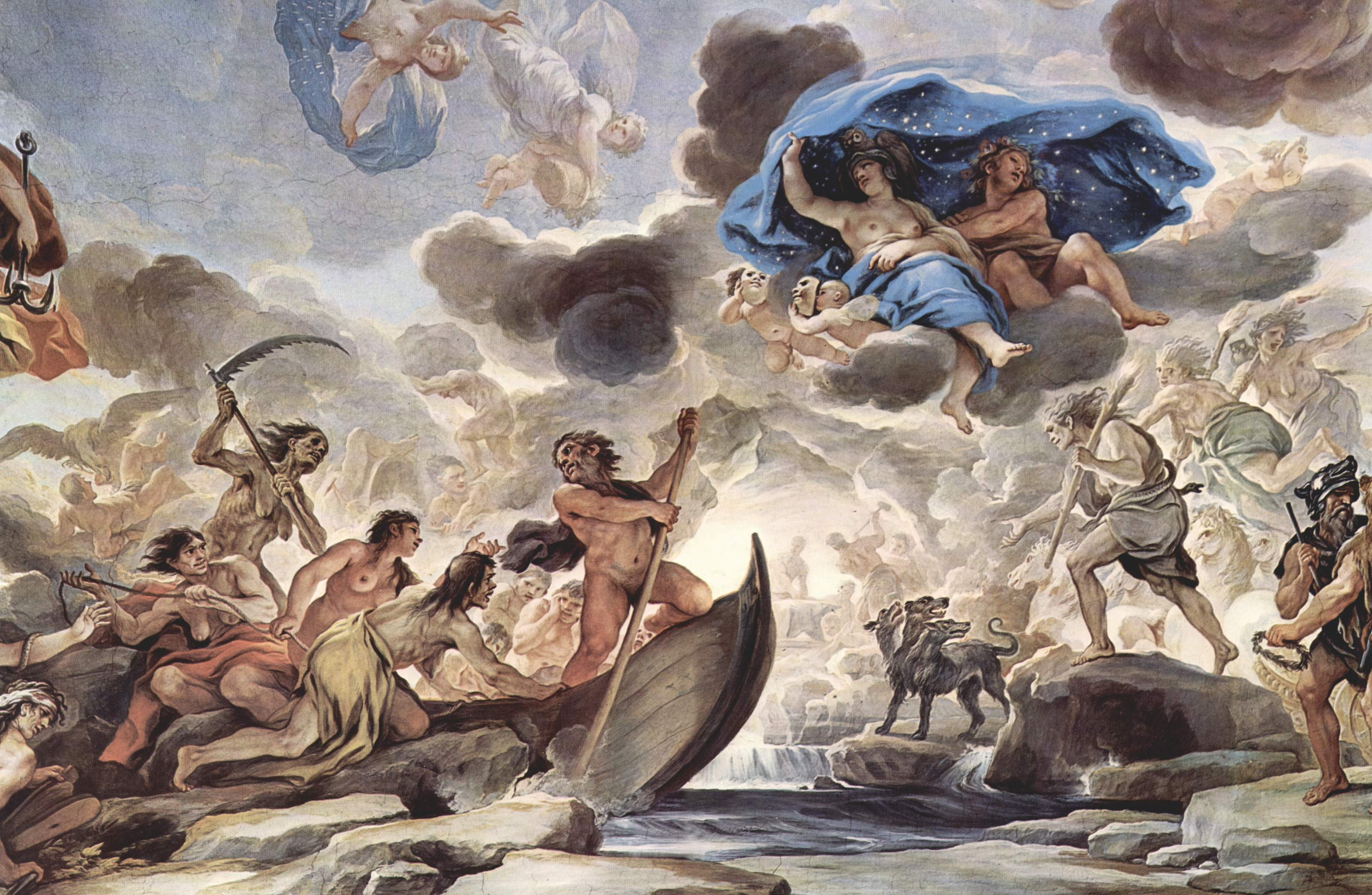
Фреска Луки Джордано в палаццо Медичи-Риккарди во Флоренции

Первое упоминание о псе Аида без указания имени в древнегреческой литературе содержится в «Илиаде» Гомера. Его имя впервые зафиксировано в «Теогонии» Гесиода. Там он представлен сыном Ехидны и Тифона, чудовищным псом о пятидесяти головах. В различных античных источниках количество голов может различаться (от одной до ста), как и вид Цербера. На самых древних изображениях у Цербера две головы. Его образ могли дополнять змеёй вместо хвоста, змеями на спине, шее и животе. В поздней Античности установилось представление о Цербере как о трёхглавом псе, причём средняя голова могла быть львиной.
Цербер стоял у ворот преисподней и выполнял роль стража. Мёртвых он не выпускал, а живых не впускал. Такое представление о загробной жизни в Древней Греции повлияло и на особенности похорон. В руку умершего перед захоронением вкладывали медовую лепёшку для Цербера.

### Орфей и Эней

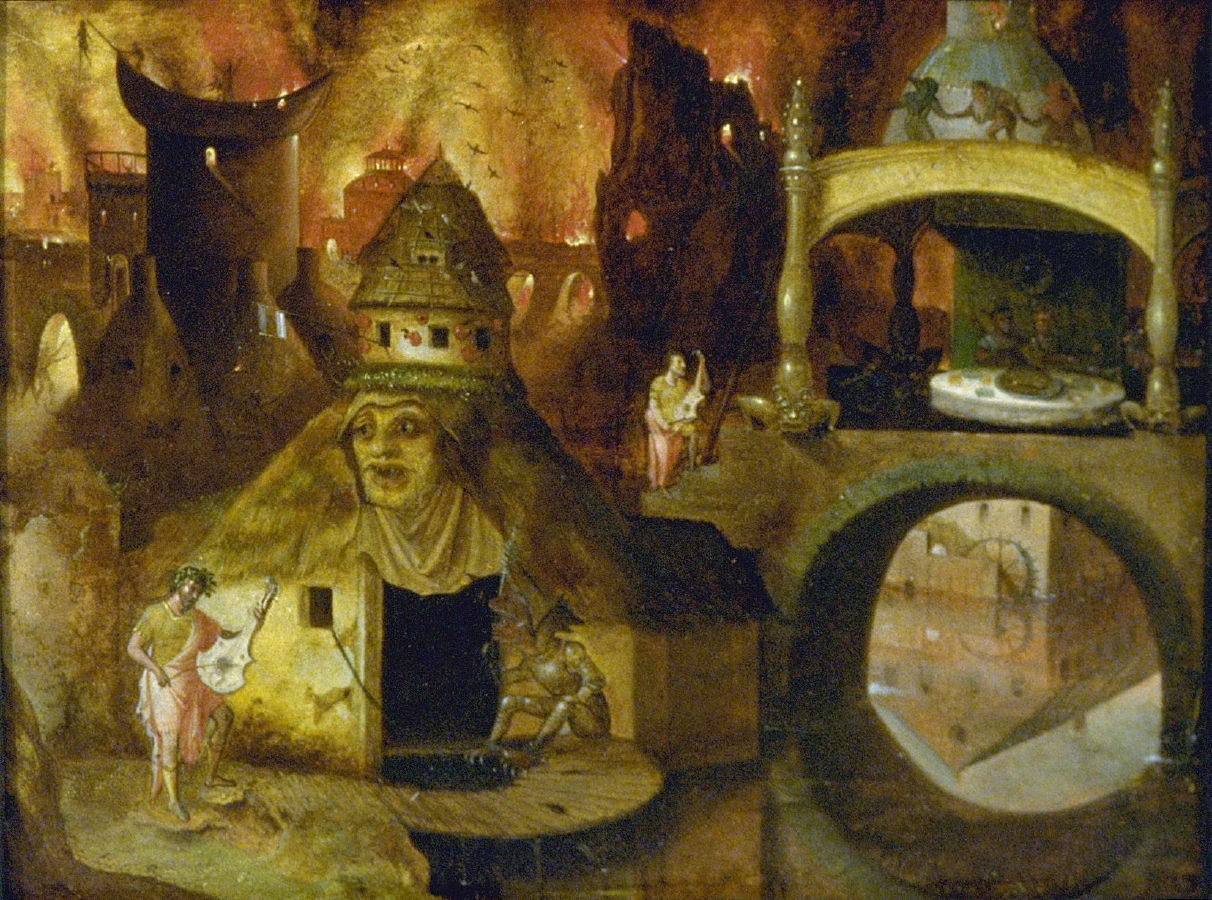
«Орфей в Аиде», Херри мет де Блес, первая половина XVI века. Музей де Янга, Сан-Франциско

В греко-римской мифологии около 15 персонажей посетили и покинули живыми Аид. В двух случаях античные писатели описали их встречу с Цербером. Орфей, пытаясь спасти Эвридику, спустился в царство мёртвых. Своим пением он очаровал перевозчика через Стикс Харона, Цербера, судей и самого бога Аида.
Кумская сивилла, выполнявшая роль проводника в царство Аида для Энея, бросила трёхглавому Церберу сладкую лепёшку со снотворным. После того как пёс заснул, они последовали дальше.

### Подвиг Геракла

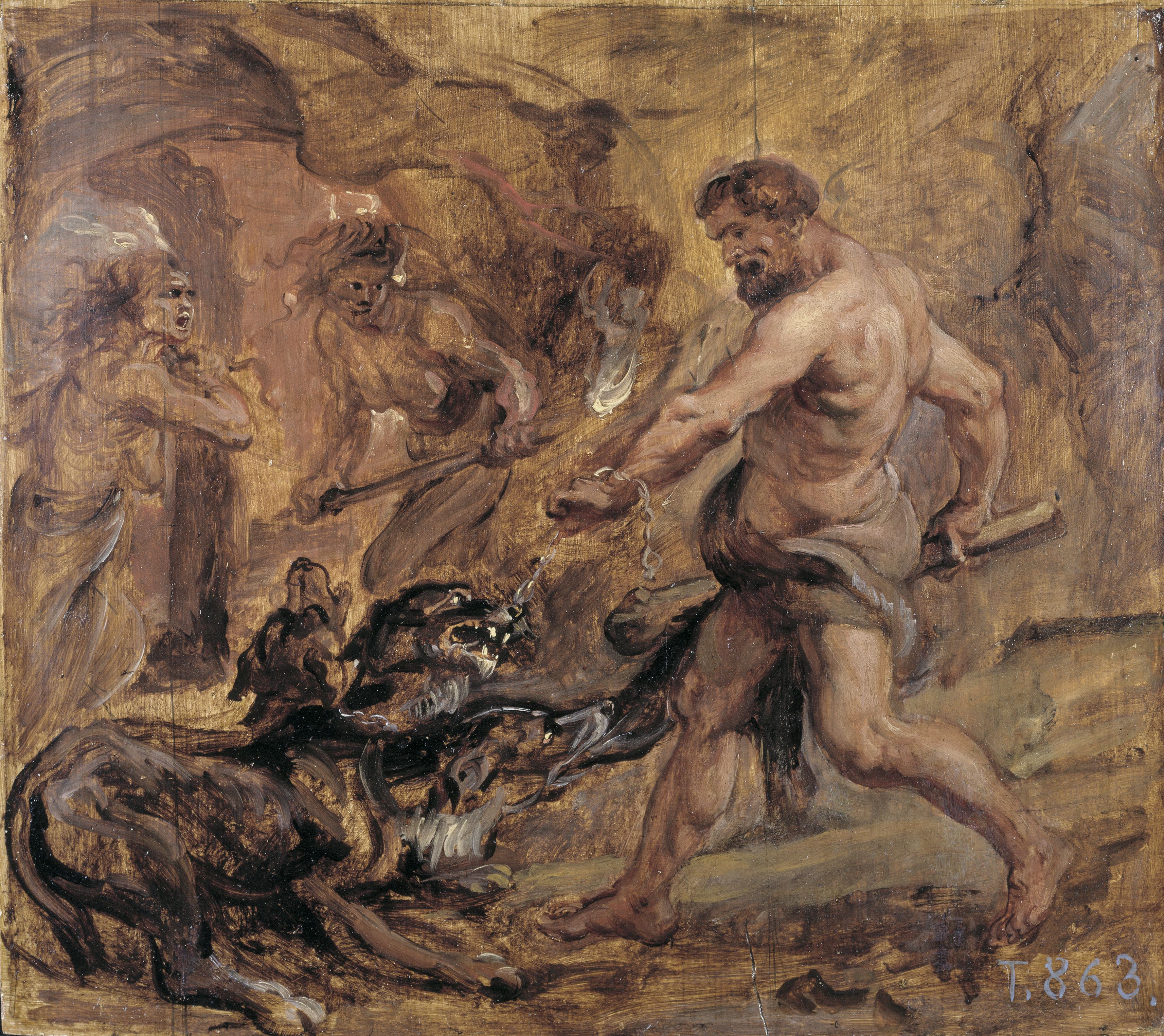
«Геркулес и Цербер», П. Рубенс, 1636. Прадо, Мадрид

Укрощение Цербера из Аида первоначально воспринималось как предпоследний подвиг Геракла перед похищением яблок Гесперид, впоследствии как последнее деяние по приказу Еврисфея.
Геракл спустился в подземное царство. В Греции имелось несколько мест, где, по местным мифам, Геракл вошёл в подземное царство и вышел оттуда. Страбон передаёт версию о расположении связанной с подземным царством пещеры на мысе Тенарон на юго-западе Пелопоннеса. Павсаний описывает два таких места — позади храма Хтонии в Эрмиони и в Короние в Беотии. Ксенофонт приводит версию о расположении пещеры в Малой Азии. Подобные места предполагаемого спуска Геракла в Аид существовали и в Иераполе, Теспротии и около Микен.
Подойдя к самому входу в Аид, он обнаружил прикованных Тесея и Пирифоя, которые умоляли их освободить. Гераклу удалось освободить только Тесея. Когда он увидел бога Аида, то стал просить отдать ему Цербера. Тот разрешил взять собаку, если Гераклу удастся одолеть «аидова привратника» голыми руками. Геракл, будучи защищён панцирем и шкурой немейского льва, обхватил шею пса и душил чудовище, пока не укротил.
Когда Цербер увидел солнечный свет, то стал упираться. Из пены, падавшей из пастей трёхглавого пса, выросла ядовитая трава аконит. Её впоследствии использовала для приготовления ядов Медея. Геракл, показав чудовище Еврисфею, отвёл Цербера обратно в Аид.

### Античные попытки рационального истолкования мифа
Античные писатели пытались найти исторические основания невероятных историй о Цербере. Первые попытки рационализации греческих мифов датируют VI веком до н. э. Ещё Гекатей Милетский (550—490 годы до н. э.) делает предположение о том, что Цербер был ядовитой змеёй на Тенароне. Её называли «псом Аида», так как укус был смертельным. Подобные версии высказывали и другие авторы античных произведений, которые просуммировал во II веке н. э. Павсаний. В его представлении «пёс Аида» впервые встречается у Гомера, который не приводит его имени. При этом сам Гомер в его понимании мог подразумевать не обязательно пса, но и любое другое существо.
Палефат передаёт историю о двух псах Орфе и Цербере из города Трикрания («трёхглавого»), которые охраняли стада Гелиоса. Во время их похищения Геракл убил Орфа, а Цербер последовал за скотом. Впоследствии собаку украл у Еврисфея некий микенец, который поместил Цербера в пещеру. По заданию царя Геракл проник в пещеру и вывел оттуда пса, откуда и возникла легенда.
Ещё одну версию приводят Филохор и Плутарх. В ней Цербер представлен псом царя Эпира Аидонея, с которым он заставлял сражаться всех женихов своей дочери Коры (один из эпитетов Персефоны). Когда Тесей с Пирифоем прибыли в Эпир, то пёс растерзал Пирифоя, а Тесей оказался в темнице. Впоследствии Геракл убедил Аидонея отпустить царя Афин домой.
Гераклит-парадоксограф и вовсе высказывает простое предположение, что у обычного пса по кличке Цербер было два щенка, которые постоянно ходили за ним, отчего тот и казался трёхголовым.

## В искусстве

### Скульптура и живопись

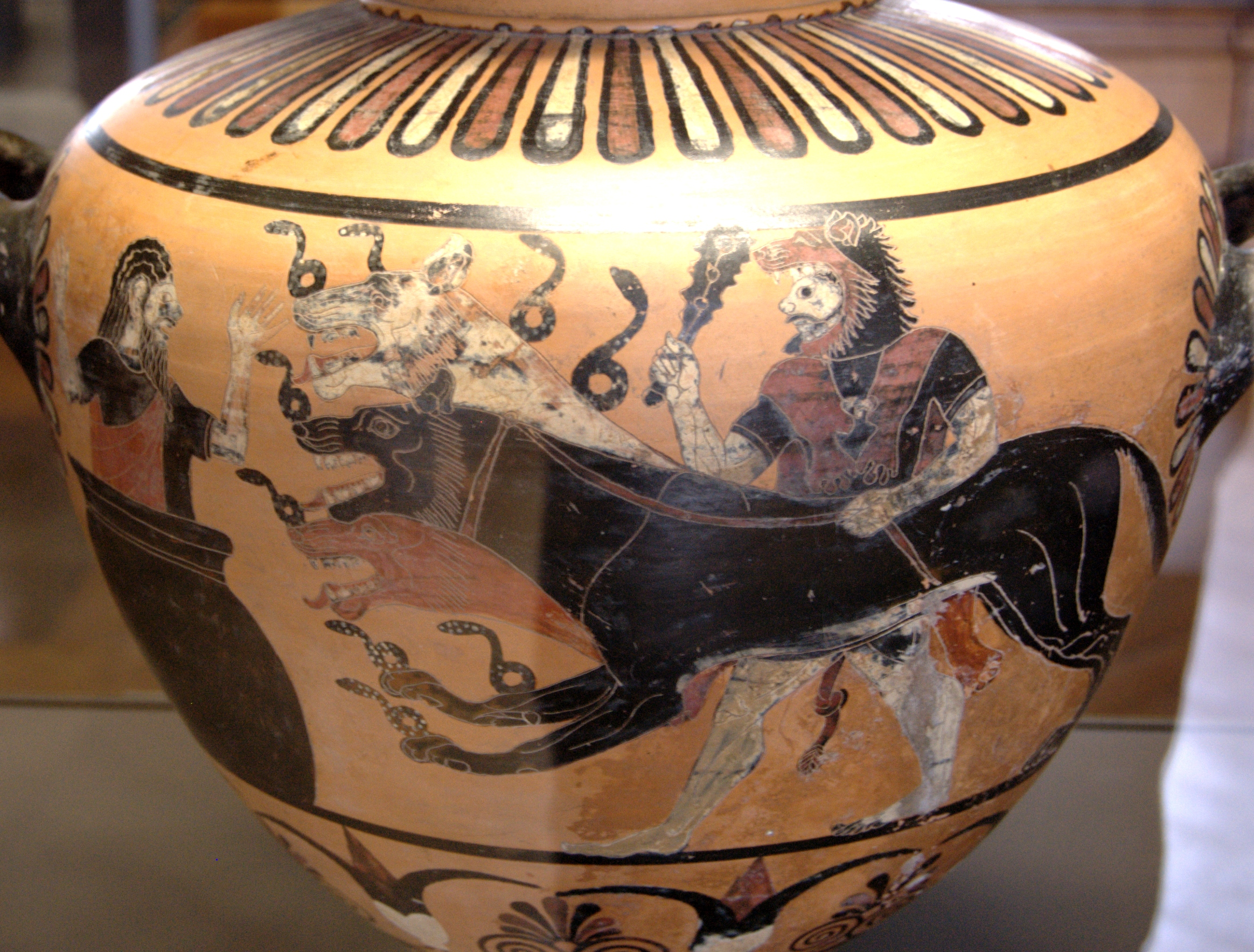
Геракл показывает Цербера Еврисфею. Античная греческая ваза, около 525 г. до н. э., Лувр, Париж

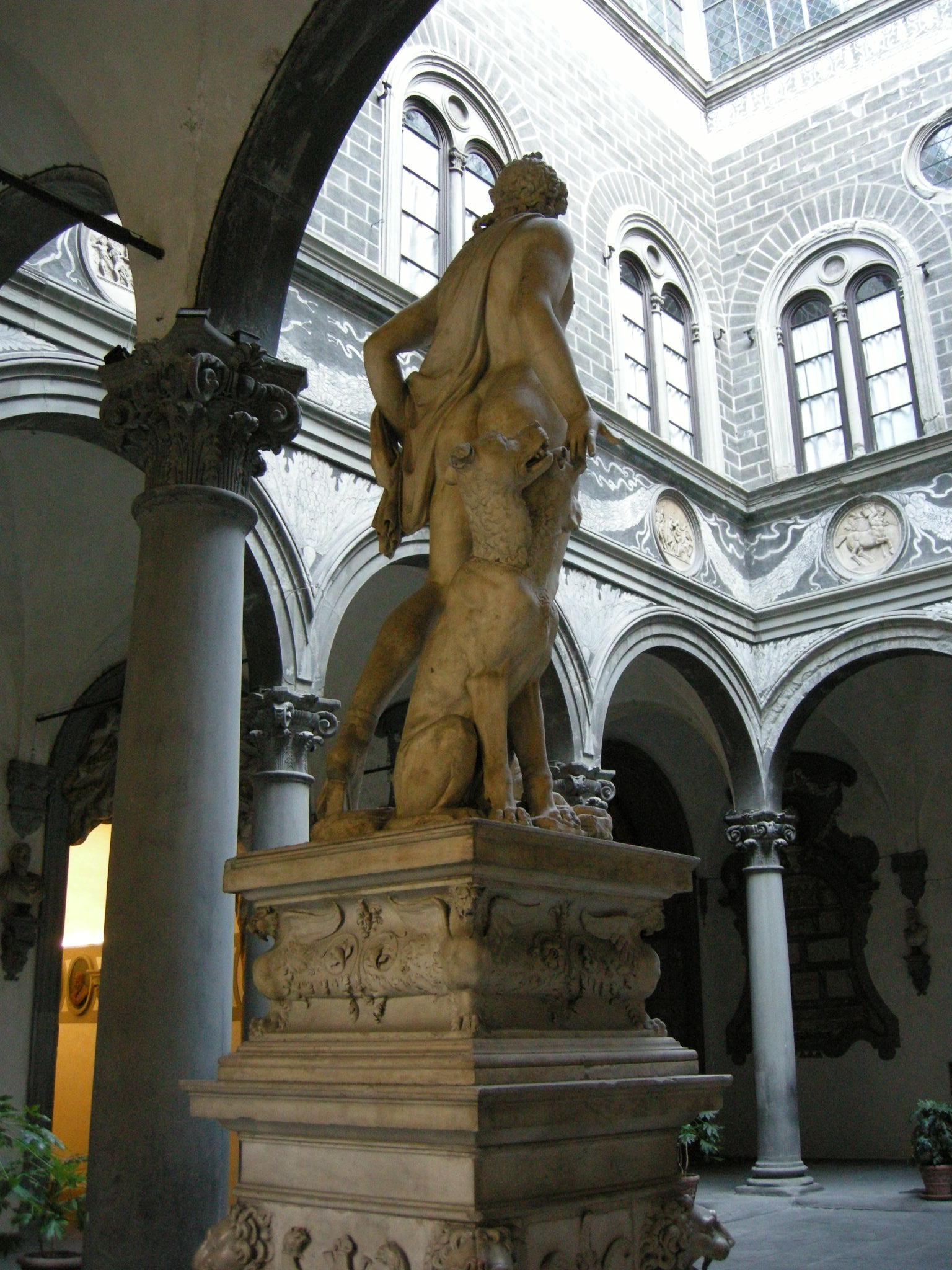
Цербер на скульптуре «Орфей» в палаццо Медичи-Риккарди во Флоренции

Скульптурные изображения «адова пса» Цербера известны ещё с античных времён. В ряде случаев они имели не только декоративное, но и культовое значение. Так, по преданию золотая статуя Цербера работы бога кузнечного мастерства Гефеста охраняла святилище Зевса в городе Прас восточного Крита. О скульптурных изображениях Геракла с Цербером упоминает Павсаний при описании убранства Олимпии, трона в Амиклах, гераклейона в Фивах и др..
Сюжет укрощения Цербера прекрасным пением Орфея также нашёл отображение в скульптуре. Среди них особо выделяют работу итальянского скульптора Баччо Бандинелли «Орфей» 1519 года, которая на 2019 год располагается в палаццо Медичи-Риккарди во Флоренции. «Орфей и Цербер» 1843 года одна из наиболее известных американских скульптур XIX столетия. Она была создана учеником Торвальдсена Томасом Кроуфордом под влиянием «Аполлона Бельведерского» и на данный момент экспонируется в музее изящных искусств в Бостоне.
На вазовых рисунках и других произведениях искусства Цербера изображали в виде злой собаки; вначале с двумя головами и змеиным хвостом, иногда с одною головой и змеями на спине, шее и голове. Более позднее представление о Цербере, как трёхголовом псе установилось в классическую эпоху. Изображение Цербера встречается и монументальной живописи, например на стене гробницы в Неаполе, а также на римских мозаиках. Впоследствии в европейской живописи XV—XVIII веков нашли отображение сюжеты мифов связанных с двенадцатью подвигами Геракла, в том числе и похищением Цербера.

## В науке

Кузнечик Cerberodon portokalipes

Карл Линней по имени этого мифологического персонажа назвал род цветковых растений, распространённых в Африке, Азии, Австралии и Океании — Cerbera (Цербера). Он выбрал такое название по причине того, что особенностью представителей этого рода является их сильная токсичность. Кроме растений церберами называют род собакоголовых пресноводных ужей.
В честь Цербера назван также род южноамериканских кузнечиков Cerberodon (от Κέρβερος — Цербер и ỏẟoὺς — зубы), представители которого обладают крупными загнутыми мандибулами.
По имени охранника Аида назван протокол Kerberos — сетевой протокол аутентификации.
В 1690 году Ян Гевелий в атласе звёздного неба «Уранография» ввёл созвездие «Цербер». Оно изображало трёхголового драконоподобного пса, схваченого могучей рукой Геракла. Впоследствии оно не было принято астрономическим сообществом и не входит в современный список созвездий, так как включено в созвездие Геркулес. Цербером назван небольшой околоземный астероид из группы аполлонов, открытый 26 октября 1971 года чешским астрономом Лубошем Когоутеком в Гамбургской обсерватории.

### Античные источники
- Аполлодор. Мифологическая библиотека / Перевод, заключительная статья, примечания, указатель В. Г. Боруховича. — Л.: Наука, 1972.
- Вергилий. Энеида // Буколики. Георгики. Энеида. — М.: Художественная литература, 1979.
- Гераклит-парадоксограф. Опровержение или исцеление от мифов, переданных вопреки природе // Вестник древней истории  / Перевод с древнегреческого, вступительная статья и комментарии В.Н. Ярхо. — 1992. — № 3.
- Гесиод. Полное собрание текстов / Вступительная статья В.Н.Ярхо. Комментарии О.П.Цыбенко и В.Н.Ярхо. — М.: Лабиринт, 2001. — 256 с. — (Античное наследие). — ISBN 5-87604-087-8.
- Гигин. Мифы / Перевод с латинского, комментарий Д. О. Торшилова под общей редакцией А. А. Тахо-Годи. — СПб.: Алетейя, 2000. — 360 с. — (Античная библиотека). — ISBN 5-89329-198-0.
- Гомер. Илиада / пер. Н. И. Гнедича. Изд. подг. А. И. Зайцев. — Л.: Наука, 1990.
- Гораций. Собрание сочинений. — СПб.: Биографический институт, Студия биографика, 1993.
- Еврипид. Трагедии в 2 томах / пер. И. Ф. Анненский ; отв. ред. М. Л. Гаспаров ; вступит. ст. В. Н. Ярхо ; Российская академия наук [РАН]. — М.: Ладомир, 1999. — ISBN 5-86218-157-1.
- Ксенофонт. Анабасис / Перевод, вступительная статья и примечания М. И. Максимовой.. — М.: Издательство Академии наук СССР, 1951.
- Овидий. Метаморфозы / Перевод с латинского С. В. Шервинского. Примечания Ф. А. Петровского.. — М.: Художественная литература, 1977.
- Павсаний. Описание Эллады / Перевод и примечания С. П. Кондратьева под редакцией Е. В. Никитюк. Ответственный редактор проф. Э. Д. Фролов.. — СПб.: Алетейя, 1996. — ISBN 5-89329-006-2.
- Палефат. О невероятном / пер. с др.-греч., вст. ст. и комм. В. Н. Ярхо // Вестник древней истории : журнал. — М. : Наука, 1988. — № 3.
- Плутарх. Сравнительные жизнеописания в двух томах / Перевод С. П. Маркиша, обработка перевода для настоящего переиздания — С. С. Аверинцева, переработка комментария — М. Л. Гаспарова.. — второе. — М.: Наука, 1994.
- Софокл. Трагедии / Перевод с древнегреческого С. В. Шервинского. — М.: Художественная литература, 1988.
- Страбон. География в 17 книгах / Перевод, статья и комментарии Г. А. Стратановского под общей редакцией проф. С. Л. Утченко.. — М.: Ладомир, 1994.

### Современная литература
- Браво Б., Випшицкая-Браво Е.  / Науч. ред. М. В. Белкин. — СПб.: Лань, 1999. — 448 с. — (Мир культуры). — 3000 экз. — ISBN 5811401043.

- Грейвс Роберт. Мифы Древней Греции. — М.: Прогресс, 1992. — 624 с. — (Антропология, этнография, мифология, фольклор). — ISBN 5-01-001587-0.
- Данте Алигьери. Божественная комедия. Новая Жизнь / Перевод с итальянского, вступительная статья и комментарии к "Божественной Комедии" Михаила Лозинского. — М.: Иностранка, Азбука-Аттикус, 2019. — 768 с. — (Иностранная литература. Большие книги). — ISBN 978-5-389-06131-6.
- Клейн Л. С. Анатомия Илиады. — СПб.: Издательство Санкт-Петербургского университета, 1998. — 560 с. — ISBN 5-288-01823-5.
- Лосев А. Ф. Мифология греков и римлян / сост. А. А. Тахо-Годи; общ. ред. А. А. Тахо-Годи и И. И. Маханькова. — М.: Мысль, 1996. — 975 с. — ISBN 5-244-00812-9.
- Николай Петрович Обнорский. Цербер, в мифологии // Энциклопедический словарь Брокгауза и Ефрона : в 86 т. (82 т. и 4 доп.). — СПб., 1903. — Т. XXXVIII. — С. 50.
- Цербер : [арх. 3 января 2023] / А. В. Стрелков // Хвойка — Шервинский. — М. : Большая российская энциклопедия, 2017. — (Большая российская энциклопедия : [в 35 т.] / гл. ред. Ю. С. Осипов ; 2004—2017, т. 34). — ISBN 978-5-85270-372-9.
- Тахо-Годи А. А. Кербер // Мифы народов мира / Главн. ред. С. А. Токарев. — М.: Советская энциклопедия, 1990. — С. 524.
- Lincoln B. The Hellhound // Death, War, and Sacrifice: Studies in Ideology & Practice (англ.). — Chicago: The University of Chicago Press, 1991. — ISBN 0-226-48199-9.
- Mallory J. P., Adams D. Q. The Oxford Introduction to Proto-Indo-European and the Proto-Indo-European World (англ.). — Oxford: Oxford University Press, 2006. — ISBN 978-0-19-928791-8.
- Moog-Grünewald Maria. Mythenrezeption. Die antike Mythologie in Literatur, Musik und Kunst von den Anfängen bis zur Gegenwart (англ.). — Stuttgart • Weimar: Verlag J. B. Metzler, 2008. — ISBN 978-3-476-00080-4.
- Ogden Daniel. Drakōn. Dragon Myth and Serpent Cult in the Greek and Roman Worlds (англ.). — Oxford: Oxford University Press, 2013. — ISBN 978-0-19-955732-5.
- Quattrocchi Umberto. Cerbera // CRC World Dictionary of Plant Names: Common Names, Scientific Names, Eponyms, Synonims and Etymology (англ.). — Boca Raton • London • New York • Washington DC: CRC Press, 2000. — Vol. I. — ISBN 0-8493-2675-3.
- Room Adrian. Who's Who in Classical Mythology (англ.). — Gramercy, 2003. — 352 p. — ISBN 0517222566.
- Kerberos // Ausführliches Lexikon der griechischen und römischen Mythologie (нем.) / Roscher Wilhelm Heinrich. — Leipzig: Druck und Verlag von B. G. Teubner, 1890—1894. — Bd. II, Abteilung 1. — 1118—1135.
- Kretschmar, Freda. Hundestammvater und Kerberos, Bd 1-2 (нем.). — Stuttgart: Strecker und Schröder, 1938.